# Rudolf von Braun
Rudolf von Braun (Budweis, 20. lipnja 1861. – Beč, 15. travnja 1920.) je bio austrougarski general i vojni zapovjednik. Tijekom Prvog svjetskog rata zapovijedao je 47. pješačkom divizijom i XII. korpusom na Balkanskom i Istočnom bojištu.

## Vojna karijera
Rudolf von Braun je rođen 20. lipnja 1861. u Budweisu. Gimnaziju pohađa u Budweisu, nakon čega od 1879. vojno školovanje nastavlja u Tehničkoj vojnoj akademiji u Beču. Navedenu akademiju završava 1882. godine nakon čega od kolovoza te iste godine služi u 1. inženjerijskoj pukovniji u Pragu. U svibnju 1886. promaknut je u čin poručnika, dok od rujna 1889. služi kao inženjerijski časnik u tvrđavi Przemysl. U razdoblju od 1887. do 1889. pohađa više inženjerijskih tečajeva u Beču, dok je u svibnju 1895. unaprijeđen u čin satnika. U listopadu te iste godine premješten je na službu u Trebinje. U Trebinju služi do travnja 1897. kada je premješten u Trento. Od prosinca 1898. nalazi se na službi u stožeru XI. korpusa u Lembergu, dok je u svibnju 1899. promaknut u čin bojnika. 
U travnju 1901. postaje zapovjednikom inženjerije u Kotoru, da bi u listopadu 1903. bio imenovan zapovjednikom 2. bojne 102. pukovnije u Trentu. U međuvremenu je, u studenom 1902., promaknut u čin potpukovnika. U travnju 1904. postaje zapovjednikom bojne u Pragu, koju dužnost obnaša iduće tri godine, do travnja 1907., kada je imenovan zapovjednikom 25. pješačke pukovnije u Losoncu. Prije toga je, u studenom 1905., promaknut u čin pukovnika. U kolovozu 1911. je imenovan zapovjednikom tvrđave Trebinje, nakon čega je u studenom unaprijeđen u čin general bojnika. 

## Prvi svjetski rat
Početak Prvog svjetskog rata Braun dočekuje na mjestu zapovjednika tvrđave Trebinje. Uz navedenu dužnost od listopada 1914. obnaša i dužnost zapovjednika obale od Slanog do Dubrovnika. U studenom 1914. promaknut je u čin podmaršala. U prosincu 1915. postaje zapovjednikom Grupe Braun, jedince divizijske veličine koja je formirana u svrhu osvajanja Crne Gore. Zapovijedajući navedenom grupom Braun sudjeluje u osvajanju Crne Gore nakon čega je grupa u veljači 1916. raspuštena. Nakon toga Braun je imenovan zapovjednikom 47. pješačke divizije kojom je do tada zapovijedao Viktor Weber. Navedenom divizijom koja se nalazila na albanskom bojištu, zapovijeda do veljače 1917. nakon čega u kolovozu 1917. preuzima zapovjedništvo nad XII. korpusom zamijenivši na tom mjestu Johanna von Henriqueza. Navedeni korpus, kojim je zapovijedao do kraja rata, se nalazio na Istočnom bojištu, te s istim u sastavu najprije 2., a potom Istočne armije, sudjeluje u okupaciji Ukrajine. U veljači 1918. promaknut je u čin generala topništva, dok u kolovozu te iste godine dobiva i plemićki naslov.

## Poslije rata
Nakon završetka rata Braun je s 1. siječnjem 1919. godine umirovljen. Preminuo je 15. travnja 1920. godine u 59. godini života u Beču.

## Vanjske poveznice
(njem.) Rudolf von Braun na stranici Weltkriege.at